# Un bateau de rêve
Un bateau de rêve (Wilder Days) est un téléfilm américain réalisé par David M. Evans, diffusé le 19 octobre 2003 sur TNT.

## Fiche technique
- Titre original : Wilder Days
- Réalisation : David M. Evans
- Scénario : Jeff Stockwell
- Photographie : David Pelletier
- Musique : Ernest Troost
- Société de production : Magna Global Entertainment, Viacom Productions
- Pays : États-Unis
- Durée : 95 minutes

## Distribution
- Peter Falk : James « Pop Up » Morse
- Tim Daly : John Morse
- Josh Hutcherson : Chris Morse
- Kate Vernon : Dorothy Morse
- Conchita Campbell : Lexy Morse
- Andrew Campbell : Ozzie

## Accueil
Le téléfilm a été vu par environ 2,3 millions de téléspectateurs lors de sa première diffusion.